# Mirela Rahneva
Mirela Rahneva (Roese, 26 juli 1988) is een Canadees skeletonster.

## Carrière
Rahneva maakte haar wereldbeker-debuut in het seizoen 2016/17 en wist meteen een derde plaats in de eindstand te behalen. Het seizoen erop ging iets minder en ze moest tevreden zijn met een 8e plaats. In het seizoen 2018/19 wist ze opnieuw derde te worden en wist ze twee wereldbekerwedstrijden te winnen eerder wist ze er ook al een te winnen in 2016/17. In het seizoen 2019/20 werd ze 5e na een slechte laatste wereldbekerwedstrijd waar ze pas 21e werd.
In 2017 deed ze voor het eerst mee aan de wereldkampioenschappen en werd ze 8e individueel en 9e in de landencompetitie. Twee jaar later in Whistler werd ze 12e individueel en wist ze een zilveren medaille te veroveren in de landencompetitie. Op het wereldkampioenschap 2020 werd ze 16e individueel en 10e in de gemengd team competitie.
Rahneva nam in 2018 deel aan de Olympische winterspelen waar ze een 12e plaats wist te bereiken.

## Resultaten

### Olympische Spelen
| Jaar | Plaats      | Resultaat |
| ---- | ----------- | --------- |
| 2018 | Pyeongchang | 12e       |
| 2022 | Peking      | 5e        |

### Wereldkampioenschappen
| Jaar | Plaats       | Resultaat                          |
| ---- | ------------ | ---------------------------------- |
| 2017 | Königssee    | 8e Individueel 9e Landencompetitie |
| 2019 | Whistler     | 12e Individueel · Landencompetitie |
| 2020 | Altenberg    | 16e Individueel 10e Gemengd team   |
| 2023 | Sankt Moritz | Individueel · 6e Gemengd team      |

### Wereldbeker
| Seizoen   | Rang  |
| --------- | ----- |
| 2016/2017 | Brons |
| 2017/2018 | 8e    |
| 2018/2019 | Brons |
| 2019/2020 | 5e    |
| 2020/2021 | -     |
| 2021/2022 | 8e    |
| 2022/2023 | Brons |

| Datum            | Plaats       |
| ---------------- | ------------ |
| 20 januari 2017  | Sankt Moritz |
| 25 januari 2019  | Sankt Moritz |
| 22 februari 2019 | Calgary      |
| 1 december 2022  | Park City    |